# Jacob Rubinovitz
 (juin 2014).
 (novembre 2014).
Jacob Rubinovitz (en hébreu : יעקב רובינוביץ), né le 6 septembre 1947 à Łódź en Pologne et mort le 27 avril 2018, est un scientifique israélien. Il était à la tête du laboratoire de robotique et de production intégrée par ordinateur au Technion.

## Biographie
En 1957, Jacob Rubinovitz a immigré en Israël en « alya Gomulka » lors de l'émigration des juifs de Pologne en Israël à la suite de l'Octobre polonais de 1956. Diplômé en génie industriel et de gestion, il a été, de 1969 à 1973, l'analyste principal des systèmes de contrôle au Mamram (Center of Computing and Information Systems de l'Armée de défense d'Israël) et Data Systems Analyst à Control Data Corporation (Israël). Il avait été le chef de l'équipe informatique industrielle (en 1973-1983) et a d'abord travaillé à l'Israel Aerospace Industries, où un logiciel de planification des ressources de production a été développé. L’équipe industrielle a créé CMMS (Cyber Manufacturing Management System - gestion de la production assistée par ordinateur) que Control Data Corporation (Israël) a développée. Il a installé CMMS dans le monde entier (Afrique du Sud, Pays-Bas, Australie et États-Unis).

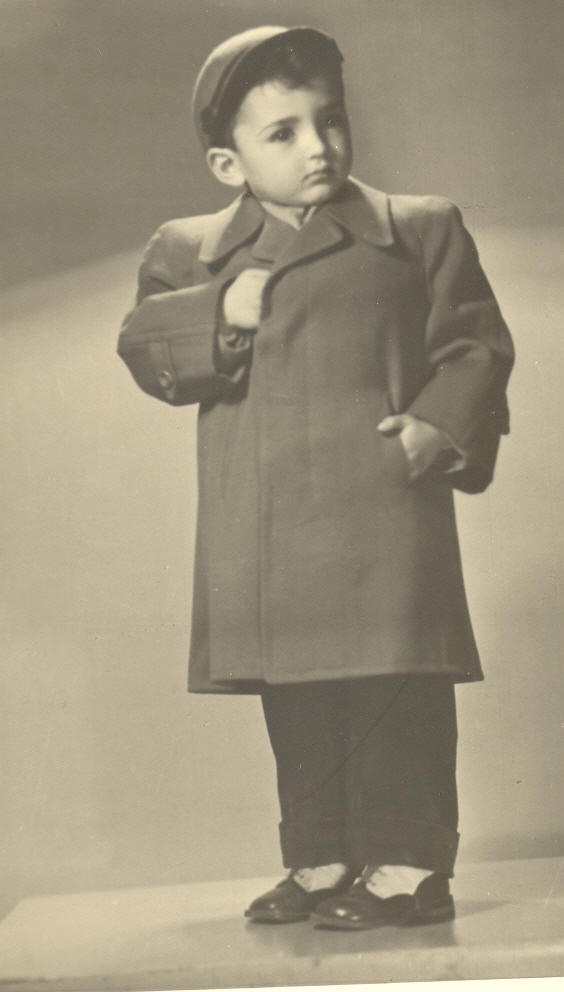
Jacob Rubinovitz enfant.

En 1987, à la fin de ses études de doctorat à l'université d'État de Pennsylvanie, il a été pendant un an professeur adjoint de génie industriel à la même université. En 1988, il retourna en Israël et s'est joint au Département de génie industriel et de la gestion au Technion,,. Jacob Rubinovitz a été responsable du Laboratoire de robotique et de l'informatique et de gestion intégré du Technion. Il a également mis en place le laboratoire.
De 2003 à 2004, il a enseigné le génie industriel et la robotique à l'Université de Tel Aviv. Il a pris sa retraite du Technion en 2005 pour cause de maladie.
Jacob Rubinovitz a publié des livres  (en hébreu) et des articles, dans son domaine.
De 2000 à 2005, il était membre du comité de programme des sciences de l'administration des sciences et de la technologie du Ministère de l’Éducation en Israël.
En mars 2012, il est l'invité d'honneur de la conférence nationale de l'industrie et de la gestion en Israël.
Rubinovitz est marié à Nurith, et il est père de trois enfants (Ofer, Sagi Rubin et Michal Slonim) et grand-père de cinq (Yuval, Harel Eizner-Rubin  Neveh Ilai et Ari Slonim).

## Publications

### Livres
- Shimon Y.Nof (éditeur) Handbook of Robotics Industrielle[lire en ligne]
- Bidanda et Cleland (éditeurs) Le-automatisé usine Manuel Technologie et de Gestion (1999) [lire en ligne]
- Systèmes intégrés informatiques de fabrication: Introduction et teneur calculée; commande numérique, robotique, applications de vision en CIM, The Open University, vol a (en Hebreu) [lire en ligne]
- Enquête sur la pénétration des systèmes de production de pointe et Factory Automation dans l'industrie israélienne (avec d'autres scientifiques, y compris Dr. Zeev Bonen) [lire en ligne]
- Heurestic alogorithm for_the_Generalized Group Technology problem [lire en ligne]

### Publications Journal (sélection)
- La conception et l'équilibrage des chaînes de montage robotisées
- Algorithme Génétique pour le problème du régime Assemblée robotique et planification des tâches et d'optimisation pour soudage à l'arc robotisé: une approche algorithmique
- Off-line assistée par ordinateur système de planification de trajectoire pour un robot soudage à l'arc
- Algorithme heuristique pour le problème généralisé technologie de groupe
- Analyse de la performance de mouvement du robot et les implications pour l'économie principes
- Un algorithme génétique pour l'équilibrage de ligne d'assemblage robotisé
- Algorithme génétique pour le problème d'affectation linéaire et cyclique
- L'utilisation de la théorie d'apprentissage dans les chaînes de montage de nouveaux produits